# Bistum Gibraltar

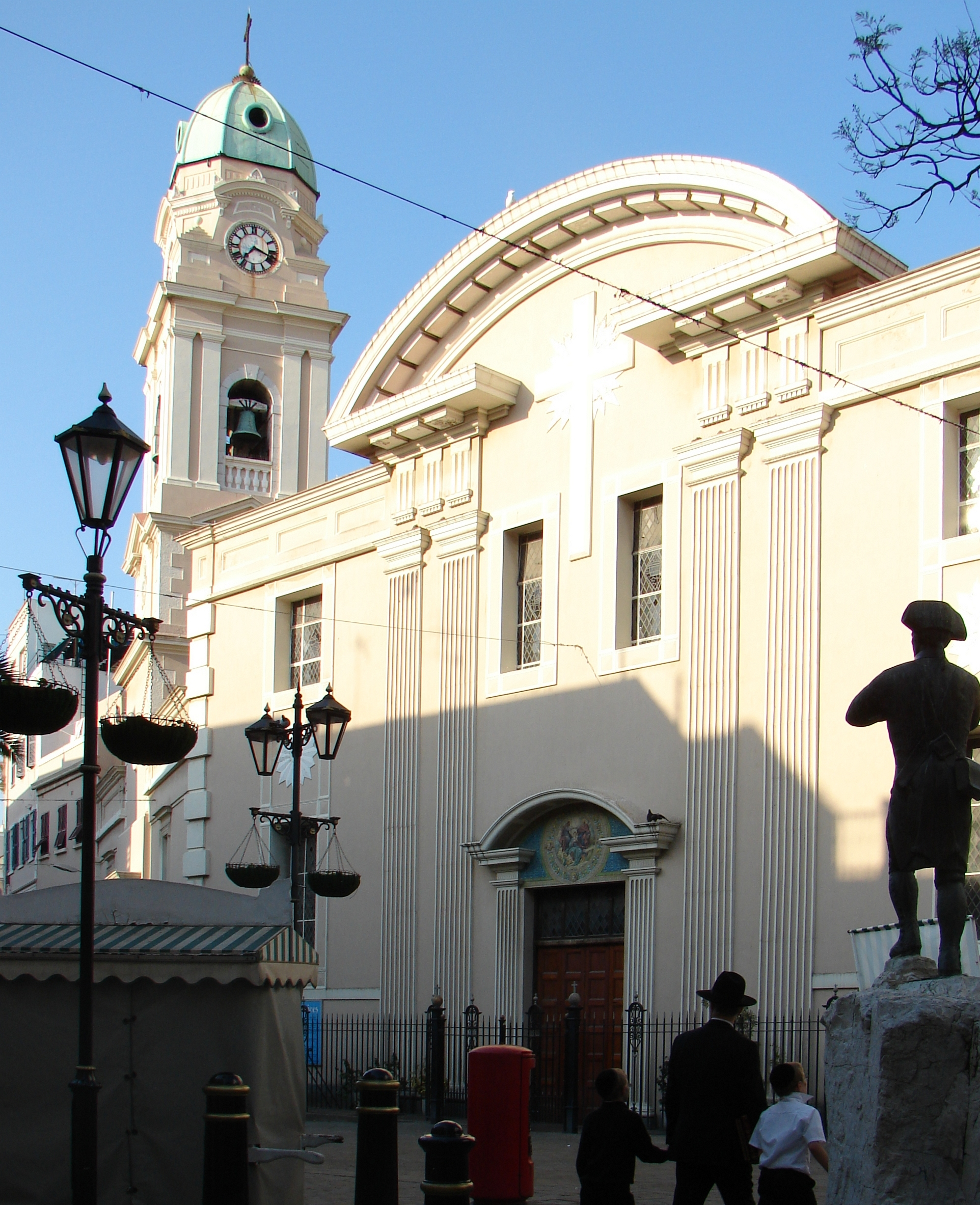
Cathedral of St. Mary the Crowned

Das Bistum Gibraltar (lateinisch Dioecesis Gibraltariensis) ist eine römisch-katholische Diözese und umfasst das gesamte britische Überseegebiet Gibraltar. Es ist direkt dem Heiligen Stuhl unterstellt (Exemtion).

## Geschichte
Das Gebiet um Gibraltar war Teil des Bistums Cádiz und ist damit von ihrem Ursprung her ein Teil der römisch-katholischen Kirche in Spanien, doch durch die Zugehörigkeit Gibraltars seit 1713 zum Britischen Empire rechtlich von ihr losgelöst. Die Mehrheit der Bevölkerung Gibraltars blieb dennoch katholisch. Die anglikanische Diocese of Gibraltar in Europe operiert ebenfalls von Gibraltar aus, ist aber für ganz Kontinentaleuropa zuständig.
Das 1816 errichtete Apostolische Vikariat von Gibraltar wurde am 19. November 1910 zu einer immediaten Diözese erhoben.
Im Jahr 2002 zählte das Bistum 16 Diözesanpriester, 1 Ordenspriester und 5 Ordensschwestern in 5 Pfarreien. Während die Zahl der Ordensfrauen der Stadt abnimmt, hat das Bistum an Diözesanpriestern einen gewissen Zuwachs zu verzeichnen, waren es doch in der Vergangenheit kaum mehr als zehn.
In der Diözese befindet sich das Marienheiligtum Unsere Liebe Frau von Europa.

## Ordinarien

### Apostolische Vikare des Apostolischen Vikariats Gibraltar
|   | Bild | Name                       | Titularsitz                | Ernennung       | Zurückgetreten bzw. gestorben |
| - | ---- | -------------------------- | -------------------------- | --------------- | ----------------------------- |
| 1 |      | John Baptist Nosardy Zino  |                            | 25. Januar 1816 | 1839                          |
| 2 |      | Henry Hughes OFM           | Heliopolis in Augustamnica | 15. März 1839   | 1856                          |
| 3 |      | John Baptist Scandella     | Antinoë                    | 28. April 1857  | 27. August 1880               |
| 4 |      | Gonzalo Canilla            | Lystra                     | 8. März 1881    | 18. Oktober 1898              |
| 5 |      | James Bellord              | Milevum                    | 5. April 1899   | 29. Juli 1901                 |
| 6 |      | Guido Remigio Barbieri OSB | Theodoropolis              | 29. Juli 1901   | 15. April 1910                |

### Bischöfe der Diözese von Gibraltar
|    | Bild | Name                    | Ernennung         | Zurückgetreten bzw. gestorben |
| -- | ---- | ----------------------- | ----------------- | ----------------------------- |
| 7  |      | Henry Gregory Thompson  | 10. November 1910 | 25. Mai 1927                  |
| 8  |      | Richard John Fitzgerald | 25. Mai 1927      | 15. Februar 1956              |
| 9  |      | John Farmer Healy       | 18. Juli 1956     | 17. Februar 1973              |
| 10 |      | Edward Rapallo          | 5. Juli 1973      | 6. Februar 1984               |
| 11 |      | Bernard Patrick Devlin  | 20. Oktober 1984  | 14. Februar 1998              |
| 12 |      | Charles Caruana         | 14. Februar 1998  | 10. Juli 2010                 |
| 13 |      | Ralph Heskett           | 10. Juli 2010     | 20. Mai 2014                  |
| 14 |      | Carmelo Zammit          | 24. Juni 2016     |                               |